# 歙州
歙州（きゅうしゅう）は、中国にかつて存在した州。隋代から北宋にかけて、現在の安徽省黄山市一帯に設置された。

## 隋代
589年（開皇9年）、隋が南朝陳を滅ぼすと、新安郡が廃止されて、歙州が置かれた。607年（大業3年）に州が廃止されて郡が置かれると、歙州は新安郡と改称され、下部に3県を管轄した。隋代の行政区分に関しては下表を参照。
| 隋代の行政区画変遷 | 隋代の行政区画変遷 | 隋代の行政区画変遷 | 隋代の行政区画変遷 |
| 区分               | 開皇元年           | 区分               | 大業3年            |
| ------------------ | ------------------ | ------------------ | ------------------ |
| 州                 | 東揚州             | 郡                 | 新安郡             |
| 郡                 | 新安郡             | 県                 | 休寧県 歙県 黟県   |
| 県                 | 休寧県 歙県 黟県   | 県                 | 休寧県 歙県 黟県   |

## 唐代
621年（武徳4年）、唐が汪華を平定すると、新安郡は歙州と改められた。742年（天宝元年）、歙州は新安郡と改称された。758年（乾元元年）、新安郡は歙州の称にもどされた。歙州は江南東道に属し、歙・休寧・黟・績渓・婺源の5県を管轄した。

## 宋代
1121年（宣和3年）、北宋により歙州は徽州と改称された。徽州は江南東路に属し、歙・休寧・黟・祁門・績渓・婺源の6県を管轄した。